# Pfarrkirche St. Margarethen an der Raab

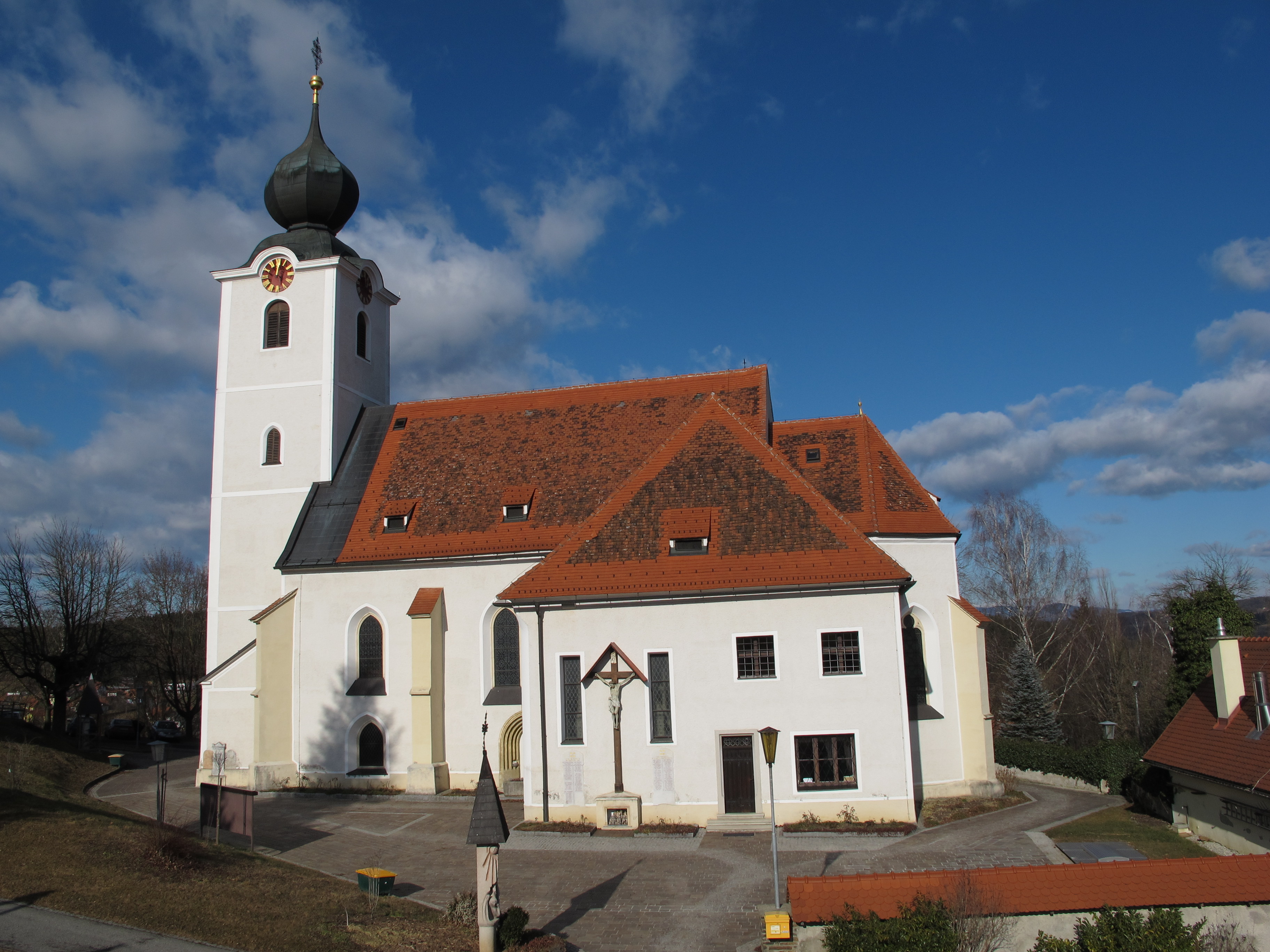
Pfarrkirche hl. Margarethe, 2012

Die römisch-katholische Pfarrkirche St. Margarethen an der Raab steht in der Marktgemeinde St. Margarethen an der Raab in der Steiermark. Die Pfarrkirche hl. Margareta gehört zum Dekanat Gleisdorf in der Diözese Graz-Seckau und steht unter Denkmalschutz.

## Geschichte
Die Pfarrkirche ersetzte um 1510 einen älteren, kleineren Kirchenbau, worauf das Datum „1513“ am Südportal hinweist. Die Datierung 1322 am Westturm stammt wahrscheinlich vom alten Baukörper. Die Kirche wurde gegen Ende des 19. Jahrhunderts erneuert, 1970 erfolgte eine Gesamtrestaurierung, die letzte Renovierung 1991. Die Kirche ist eine der wenigen erhaltenen gotischen Landkirchen der Region.

## Architektur
Der Außenbau hat abgetreppte Strebepfeiler. Das dreijochige Langhaus hat ein Netzrippengewölbe. Am dritten Joch befinden sich zwei Seitenkapellen und eine Sakristei aus dem 18. Jahrhundert. Das Westportal wurde 1871 erneuert. Das reichgegliederte Kielbogenportal an der Südfront wurde zugemauert. Der vorgestellte quadratische Westturm hat im Untergeschoß ein Kreuzrippengewölbe, die Glockenstube wurde 1616 aufgesetzt. Die Orgelempore wurde gegen 1800 erbaut. Am Fronbogen ist ein Fresko von Ludwig von Kurz zum Thurn und Goldenstein (1931) zu sehen.
Der eingezogene einjochige Chor mit einem 3/6-Schluss hat ein halbes Rautensterngewölbe auf Konsolen. Zwei Fenster mit den Motiven zu Taufe und Auferstehung gestaltete 1998 Adolf Osterider.

## Ausstattung

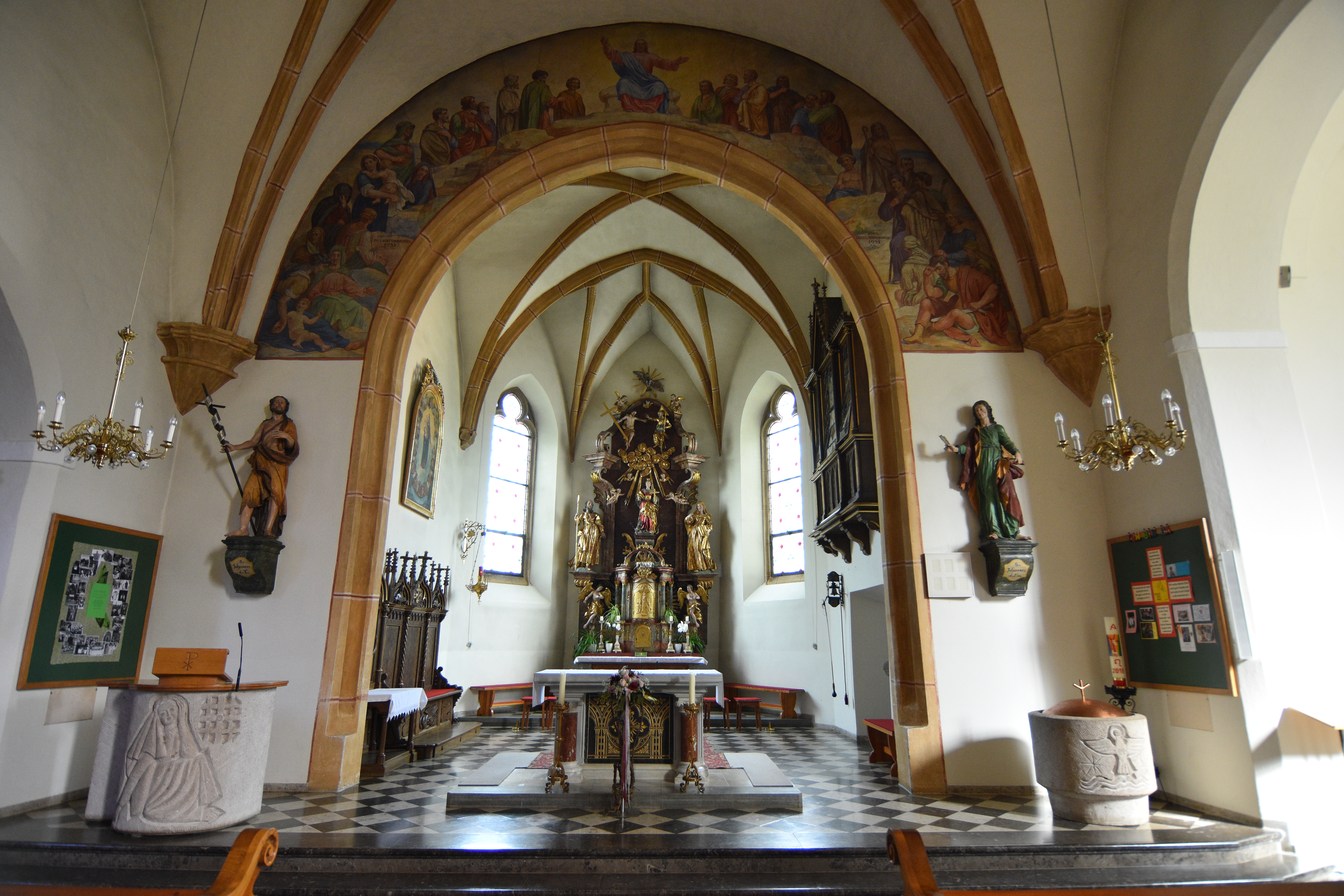
Der Altarraum

Die Einrichtung wurde im Zuge der Regotisierung nach den Plänen des Architekten Hans Pascher 1896/97 teilweise erneuert. Der Hochaltar und Teile des linken Seitenaltars stammen aus der zweiten Hälfte des 18. Jahrhunderts. Kanzel, Taufbrunnen und eine Figur des hl. Christophorus außen im Südportal schuf der Bildhauer Alfred Schlosser (1970/1971). Den Weihwasserkessel und einen Opferkerzenständer gestaltete der Bildhauer Fred Höfler (1998).